# Ванк (катедрала)
Катедралата Ванк (на арменски: Սուրբ Ամենափրկիչ Վանք; на персийски: کلیسای وان,آمنا پرکیج) е главният храм на Aрменската църва в Иран.
Разположена е в Нова Джулфа, Исфахан. Построена е между 1606 и 1665 г. в еклектически стил – в контраст на мюсюлманския и християнския стил. Външният вид изглежда скромен, но отвътре е много богато украсена. Посветена е на стотиците хиляди депортирани арменци, преселени от шах Абас I по време на Персийско-османската война от 1603 – 1618 г.
Катедралата се състои от куполно светилище, подобно на иранските джамии, но със значително добавяне на полу-осмоъгълна апсида и издигнат иконостас, което oбикновено е характерно за западните църкви. Външните стени на катедралата са тухлени и изглеждат изключително обикновени, в сравнение със сложните интериорни декорации. Интериорът е покрит с фини фрески, позлатени резби и мозаечни ламперии. Централният купол изобразява библейската история за създаването на света и изгонването на човека от Рая.
Пълното име на църквата е Катедрален храм на Светите сестри, а името „Ванк“ означава на арменски „храм“ или „манастир“ и е станало нарицателно за църква в цял Исфахан.
Ванк е една от най-големите църкви в Иран и най-голямата в Исфахан. Известна е като най-красивата църква в града. Комбинацията на архитектурата ѝ е уникална и не може да се срещне никъде по света. Колекцията на библиотеката ѝ съдържа исторически документи, събирани в продължение на 400 години.

## Галерия
- Дворът на катедралата с входа към музея
- Фрески във вътрешността на катедралата
- Фреската на рая и ада
- Друг изглед от интериора
- Мемориал на арменския геноцид в двора
- Изглед към катедралата, 2008